# 安倍清継
安倍 清継（あべ の きよつぐ）は、平安時代初期の貴族。従四位下・阿倍安麻呂の孫で、従五位下・阿倍豊継の子とする系図がある。官位は従五位下・下野介。

## 経歴
大同3年（808年）従五位下・下野介に叙任される。大同5年（810年）清継は越前介の官職にあったが、薬子の変の発生に伴って安芸権守に左遷され、新任の介として登美藤津が任ぜられた。ここで、平城上皇が伊勢国に向けて出発した知らせを聞いて、清継は越前権少掾・百済王愛筌と共に兵を挙げてこれに呼応し、赴任してきた藤津を捕らえて事務の引き継ぎもしなかった。しかし、民部少輔・紀南麻呂が糾問のために朝廷から派遣されると、清継と愛筌はともに罪を認め、清継は伯耆国への流罪に処された。
天長10年（833年）同年に即位した仁明天皇によって大赦が実施される。これにより薬子の変に連座して配流された者に対して近国へ遷す措置が行われたが、清継は伯耆から美作国へ遷配された。

## 官歴
『日本後紀』による。
- 時期不詳：正六位上
- 大同3年（808年） 11月17日：従五位下。11月27日：下野介
- 時期不詳：辞官（服喪）
- 大同4年（809年） 正月23日：復本官
- 時期不詳：越前介
- 大同5年（810年） 9月10日：安芸権守。日付不詳：流罪（伯耆国）
- 天長10年（833年） 6月14日：遷配（美作国）